# Versuchsanlage Schlauroth
Die Versuchsanlage Schlauroth ist eine umfangreiche Anlage zur Prüfung verschiedener Anforderungen an Schienenfahrzeuge. Die Versuchsanlage verfügt über mehrere Prüfstände und umfangreiche Gleisanlagen. Einst war die Anlage das Prüffeld für das Entwicklungs- und Erprobungszentrum für die automatische Mittelpufferkupplung und diente Versuchen an der UIC-Mittelpufferkupplung Bauart Intermat. Später firmierte es unter verschiedenen Bezeichnungen als Versuchsanlage der Deutschen Reichsbahn. Nach der Wende wurde die Anlage privatisiert und wird seit 2008 vom TÜV Süd Rail betrieben.

## Lage
Die Versuchsanlage liegt auf Rauschwalder Flur, einem Görlitzer Stadtteil. Sie trug jedoch trotzdem die Bezeichnung Versuchsanlage Schlauroth, da der benachbarte Rangierbahnhof Schlauroth ebenfalls nach dem Görlitzer Ortsteil Schlauroth benannt ist. Die Anlage entstand auf Teilen des ehemaligen Rangierbahnhofs und befindet sich zwischen diesem und dem ehemaligen Reichsbahnausbesserungswerks Görlitz im Norden und der Bahnstrecke Görlitz–Dresden im Süden. Südlich der ehemaligen sächsischen und preußischen Eisenbahnerwohlfahrtshäuser entstand 1999 der Haltepunkt Görlitz-Rauschwalde. Hier halten Personenzüge im Regionalverkehr. Die Schienenfahrzeuge, die hier geprüft werden sollen, erreichen das Gelände über die Güterbahn vom Bahnhof Görlitz kommend. Die Strecke führt über die Bahnstrecke Berlin–Görlitz hinweg und vorbei am ehem. Stellwerk Sot (später B1) auf das Versuchsgelände. Die Anlage des TÜV ist der einzige verbliebene Nutzer dieses Gleisanschlusses.
Die Maxim-Gorki-Straße bindet das Versuchsgelände in Richtung Osten an das Straßennetz an. Sie führt vorbei am Schlaurother Wasserturm zur Wiesbadener Straße und ist die einzige Straßenanbindung des Geländes.

## Geschichte

### Entwicklungs- und Erprobungszentrum für die automatische Mittelpufferkupplung
Anfang der 1960er Jahre begann ein Konkurrenzkampf um die Entwicklung der besten automatischen Kupplungsvariante für den europäischen Kontinent zwischen den zwei konkurrierenden Eisenbahnverbänden – dem Internationalen Eisenbahnverband (UIC) und der Organisation für die Zusammenarbeit der Eisenbahnen (OSShD). Die bis dahin existierenden Kupplungsvarianten beruhten auf dem nicht starren Prinzip. Die Kupplungen waren gegeneinander vertikal verschiebbar und boten somit keine Möglichkeit gleichzeitig Luftdruck- und Elektroleitungen über die mechanische Kupplung zu verbinden.
Die DDR gehörte, wie die meisten sozialistischen Länder der OSShD an und gründete für die Forschung an diesem Thema am 20. August 1964 das Entwicklungs- und Erprobungszentrum für die automatische Mittelpufferkupplung (EMK). Die Konstruktionsbüros waren im VEB Waggonbau Bautzen untergebracht. Bei der Entwicklung wirkten auch sowjetische Spezialisten mit. Zusätzlich arbeiteten auch Konstrukteure der Versuchs- und Entwicklungsstelle der Wagenwirtschaft (VES-W) in Delitzsch mit an dem Projekt. Die Zentrale des EMK befand sich in Berlin.
Für die Versuchsanlagen standen Standorte in Dresden-Klotzsche, Leipzig-Wahren, Rentwertshausen und Görlitz zur Auswahl. Die Wahl fiel schließlich auf einen Teil des Rangierbahnhofs Schlauroth in Görlitz. Für die Versuchsanlage wurden Ingenieure der VES-W und Hochschulabsolventen aus der gesamten DDR angeworben. Die meisten Handwerker stammten vom Bahnbetriebswerk Görlitz (Bw Görlitz) und dem Reichsbahnausbesserungswerk Görlitz (Raw Görlitz). An Stelle der Gleisgruppen F und G des Rangierbahnhofs wurden umfangreiche Gleisanlagen und mehrere Prüfstände gebaut.

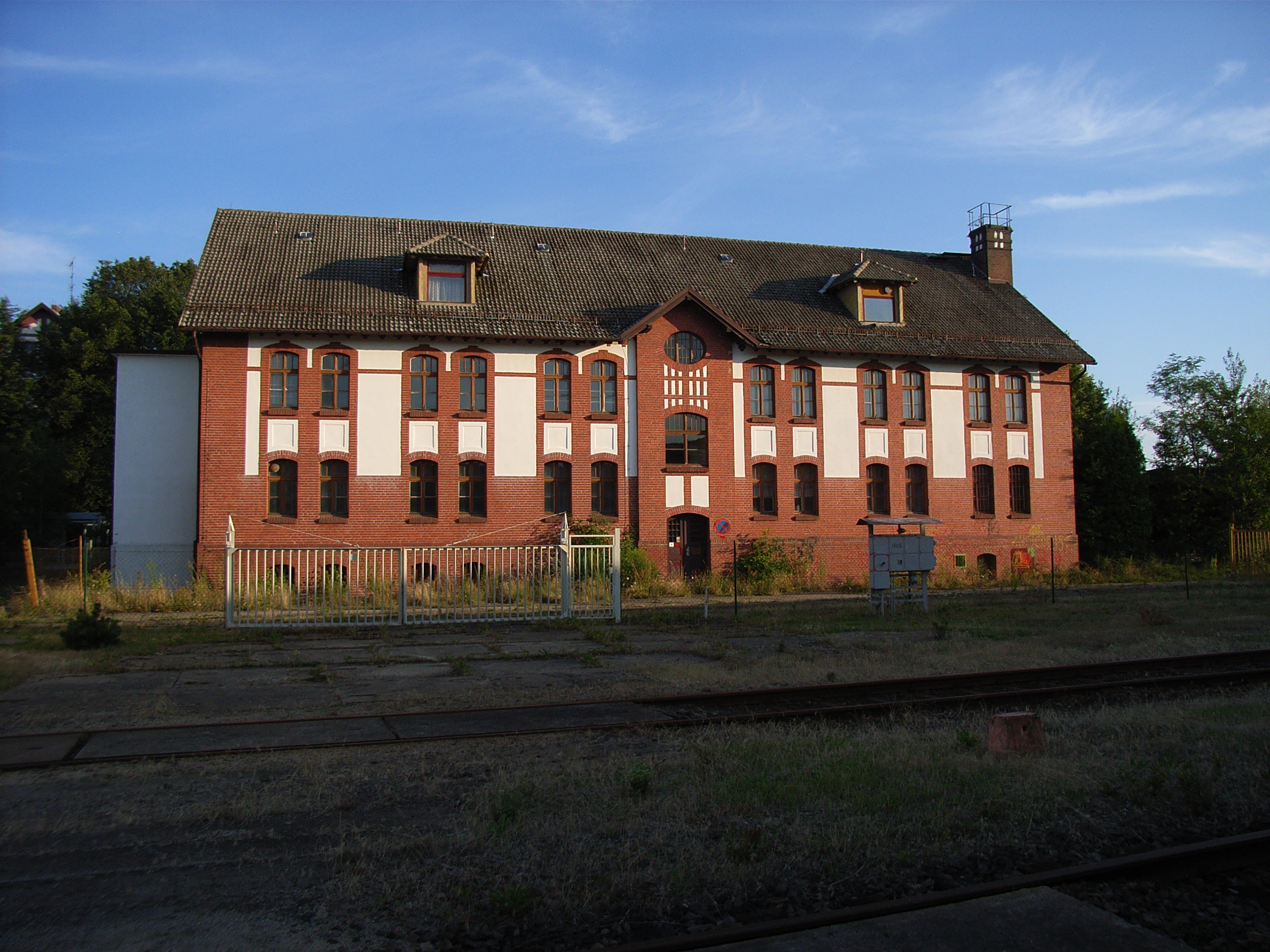
Östliches Wohlfahrtsgebäude

Die Entwicklung der AMK wurde gemeinsam durch die Mitgliedsbahnen der OSShD finanziert. Für den Einkauf von Messtechnik aus dem westlichen Ausland standen auch Devisen bereit, da man sich durch eine erfolgreiche Entwicklung Deviseneinnahmen in Milliardenhöhe versprach. Bis 1966 wurden die ehemaligen preußischen und sächsischen Wohlfahrtsgebäude des Rangierbahnhofs geräumt und den Mitarbeitern der Versuchsanlage zur Verfügung gestellt. Das preußische Gebäude wurde zum Bürogebäude umgebaut. Das sächsische Gebäude diente ab 1969 als Wohnheim und Sozialgebäude. Bis 1967 waren noch zahlreiche Büros in Reko-Wagen untergebracht. Die auswärtigen Mitarbeiter schliefen in sowjetischen Weitstreckenwagen, die günstig gekauft wurden, da sie bei der Überführung von Halle-Ammendorf bei einer Flankenfahrt beschädigt wurden. Die bewachende Transportpolizei saß in einem Salonwagen des ehemaligen kaiserlichen Hofzugs. Auch die ersten Prüfstände befanden sich anfangs unter freiem Himmel und später unter Zelten. Im Laufe der Zeit erhielten die meisten Prüfstände eine feste Umbauung. Das größte Bauwerk war die 36 m lange Prüfhalle mit einem durchlaufenden Kanalgleis und einem 3,2 t-Laufkran.
Alle Entwicklungsvarianten der Intermat durchliefen nacheinander Prüfstands-, Einzelwagen- und Streckenerprobung. So konnte beispielsweise auf dem geometrischen Prüfstand der Greifbereich der Kupplung untersucht werden, also ob die Kupplung auch im Gleisbogen oder Gleisverwindungen ein sicheres Kuppeln ermöglichen. In der Klimakammer konnten Baugruppen oder Bauteile in einem Temperaturbereich zwischen −40 und 80 °C getestet werden. Auf dem dynamischen Pendelprüfstand mit 21 t schweren Pendelmassen und numerischer Folgesteuerung konnten Betriebs- bzw. Dauerfestigkeitsprüfungen durchgeführt werden. Die Pendelmasse konnte auf 28 t erhöht werden.
Weiterhin konnten auf dem Auflaufprüfstand Eisenbahnwaggons mit einer elektrischen Winde und einem Seilwagen auf einen Ablaufberg gezogen und automatisch entkuppelt werden. Der entkuppelte Wagen lief mit Geschwindigkeiten bis zu 15 km/h auf ein stehendes Fahrzeug auf. Hierbei wurde das Kuppeln in kritischen Gleisgeometrien geprüft. Der automatisierte Ablauf wurde von einem Mitarbeiter im Turm neben der Strecke überwacht. Nach den erfolgreichen Prüfstand- und Einzelwagenversuchen folgte die Erprobung im Zugverband. Der Zugverband bestand aus 50 zweiachsigen Wagen mit einer Gesamtzuglast von 1500 t. Bei Schnellbremsungen entstanden Längsdruckkräfte bis zu 2000 kN. Der Zug durchfuhr auch die verschiedenen Gleisgeometrien, um unzulässige Radentlastungen und in deren Folge Radabhebungen bzw. Entgleisungen auszuschließen. Für das Eingleisen entgleister Fahrzeuge stand ein Eisenbahndrehkran zur Verfügung.
Ab 1970 erhielten die auswärtigen Mitarbeiter die Möglichkeit eine Neubauwohnung im Stadtteil Weinhübel zu beziehen. Damit wurden die meisten Zimmer im sächsischen Wohlfahrtsgebäude frei und konnten nun als Dienst- oder Übernachtungsräume für Gäste genutzt werden. Die nicht mehr benötigten Weitstreckenwagen wurden zu Mess-, Begleit- und Werkstattwagen für Versuchszüge umgebaut.
Nach Anpassungsversuchen zwischen OSShD- und UIC-Kupplung auf der Schlaurother Gleisanlage und in verschiedenen klimatischen Regionen Nordeuropas und Mittelasiens wurde Ende 1977 schließlich die OSShD-Kupplungsvariante INTERMAT Bauart 6.901 vorgestellt. Sie ist mit der UIC-Mittelpufferkupplung kuppelbar, jedoch einigen sich beide Eisenbahnorganisationen nicht auf ein gemeinsames Modell. Den Bahngesellschaften der OSShD fehlte es für die flächendeckende Umsetzung in ihren Ländern jedoch am notwendigen Geld und die UIC-Mitgliedsländer konzentrierten sich zunehmend auf den Hochgeschwindigkeitsverkehr. Bis in die 1990er Jahre kamen Güterzugpendlerwagengruppen zum Einsatz, die durch ihren seitlichen weißen Diagonalstreifen erkennbar waren und der Langzeiterprobung der Kupplungssysteme dienten, jedoch kam es bis heute nicht zur Umsetzung eines automatischen Mittelpuffersystems in Europa.

### Ausweitung des Aufgabengebiets ab den 1970er Jahren
Das Forschungs- und Entwicklungswerk der Deutschen Reichsbahn in Blankenburg im Harz erhielt den Auftrag zur Entwicklung einer neuen Kleingleisbremse. Sie sollten die Wagen, die vom Ablaufberg kamen und die Richtungsgleise einfuhren, abbremsen und kuppelfrei zum Stillstand bringen. Damit sollte das Hemmschuhlegen überflüssig gemacht werden. Die DDR wollte sich mit einer eigenen Entwicklung unabhängig von Einkäufen bei der westlichen Firma ASEA machen. Die Schraubenbremsen der Firma ASEA waren patentiert und konnten somit nicht nachgebaut werden. Weiterhin kosteten die Produkte der Firma wertvolle Devisen. Seit 1974 wurden auf der Versuchsanlage die entwickelten Kleingleisbremsen getestet. Für die Versuche erhielten die Schlaurother die erste funkferngesteuerte Diesellokomotive der DDR – eine V 60. Für die Tests wurde täglich ein Nahgüterzug vom benachbarten Rangierbahnhof über das Versuchsfeld mit den Kleingleisbremsen gefahren.
Das erfolgreichste System war die Dreikraftbremse – eine pneumatisch angesteuerte Balkenbremse mit einer Verschleißleiste, die gegen die Räder drückt. Erstmals wurden die Dreikraftbremsen auf dem Gleisfeld des benachbarten Rangierbahnhofs Schlauroth eingesetzt. Das Raw Görlitz übernahm die Serienfertigung in der 1974 für das EMK gebauten Halle III. Mit dem neuen Aufgabenfeld wurde die Versuchsanlage Schlauroth nun der Sektion Fahrzeuge und Werkstätten unterstellt. Ziele waren nun vor allem Rationalisierungsmöglichkeiten im Ausbesserungswesen, die vorrangig mit elektronischen und rechnergestützten Steuerungssystemen verfolgt wurden.
Seit 1978 führte auch die Nationale Volksarmee (NVA) regelmäßig versuche auf dem Gelände durch. Sie testete unter anderem eine Fanganlage für Jagdflugzeuge, anhand von herabrollenden Güterwagen. Auf den Versuchsständen wurden geschossene Bolzenverbindungen in Holz, Stein und Stahl auf ihre Festigkeit untersucht. Sie kamen unter anderem beim militärischen Behelfsbrückenbau zum Einsatz.
Seit 1981 firmierte die Versuchsanlage unter der Bezeichnung Musterbau und Versuchsanlage. Gemeinsam mit dem Raw Schöneweide in Berlin entwickelte man einen Fahrkartenverkaufs- und Dialogautomaten. Der Automat wurde auch in der Klimakammer auf seine korrekte Funktion getestet. Am 1. Januar 1988 gründete die DR das Wissenschaftlich-Technische Zentrum (WTZ) und die Schlaurother Versuchsanlage hieß offiziell Zentrum für Steuerungs- und Automatisierungstechnik (ZSA). In dieser Zeit wurden Zweiwegefahrzeuge und Gleisroller für den Transport überschwerer Lasten entwickelt und erprobt. Zum schnellen Abtransport havarierter Lokomotiven wurden Rollböcke der Bauart Woroschilowgrad und Oebisfelde getestet. Dafür gastierte 1988 auch erstmals seit Kriegsende wieder eine Elektrolokomotive in Görlitz – 250 196-3.

### Nach der Wende
Bereits am 1. Januar 1991 wurde der Name erneut geändert – Zentralstelle Versuchsanlage (ZV). Die Versuchsanlage mit ihren zahlreichen befahrbaren Gleisradien war mittlerweile ein Unikat auf dem Reichsbahngebiet. Auch die umliegenden Waggonbaufirmen Bautzen, Görlitz und Niesky nutzten die Anlage für ihre Belange. So wurden an neuen Fahrzeugen beispielsweise Freigängigkeitsuntersuchungen in engen Bögen, Fahrten über Fährbootrampen, Nachweise zur Entgleisungssicherheit und der Längsdrucksteifigkeit durchgeführt.
Mit der Wende fielen jedoch viele Auftraggeber und Aufträge der Versuchsanlage weg, so z. B. die NVA und die elektronische Steuerungstechnik für die Ausbesserungswerke. Für die Abteilung Hebegeräte entstanden neue Standbeine mit der Vermarktung der DR-Eisenbahndrehkräne und mit der Anpassung von DR-Vorschriften in der Hebetechnik für die Güter- und Personenbeförderung an DB-Regularien. Mitarbeiter der Abteilung Havariedienst beschäftigten sich mit dem Gefahrguttransport und dem Brandschutz. Für Eisenbahner und Feuerwehrleute wurde ein Schulungs- und Übungszug aufgebaut, der beim Anti-Havarietraining vor Ort eingesetzt wurde.
Trotz einer Personalreduktion von 145 im Jahr 1980 auf 100 im Jahr 1993 wurde die Versuchsanlage nicht mit in die benötigten Anlagen des Forschungs- und Entwicklungspotentials beider Staatsbahnen aufgenommen. Der Havariedienst wurde dem Standort Brandenburg-Kirchmöser und das Erprobungspersonal der Versuchsanstalt Minden/Westfalen unterstellt. Im Jahr 1997 wurde die Versuchsanlage von der Deutschen Bahn geschlossen.

### Privatisierung
Die Firma IVM Engineering Joint-Venture übernahm das Testgelände von der Deutschen Bahn und ging kurz danach in die IVM Railmotive über und 2002 schließlich in der Brunel Railmotive auf. Mit Wirkung zum 20. August 2008 übernahm der TÜV Süd Rail die Brunel Railmotive und somit auch das Versuchsgelände Schlauroth. Im Jahr 1999 erwarb die Railmotive eine Diesellokomotive V 22 für den Werksverkehr. Auch heute wird das Versuchsgelände von verschiedenen Fahrzeugherstellern zu Untersuchungen an ihren Fahrzeugen genutzt.
Am 2. Oktober 2012 geschah gegen 11 Uhr auf dem Prüffeld ein tödlicher Unfall. Bei der Prüfung eines Aufpralldämpfers, bei dem der Eisenbahnwagen mit seinen Puffern gegen einen Prellbock gefahren wird, löste sich ein Teil, das einen neben dem Prüffeld stehenden Mitarbeiter der auftraggebenden Firma tödlich am Kopf verletzte. Der 34-jährige Mann erlag noch an der Unfallstelle seinen Verletzungen.

## Gleisanlagen
Die Gleisanlagen umfassen ca. 3 km Länge auf einer Fläche von etwa 30.000 m². Die einzelnen Gleise haben eine Länge zwischen 9 und 645 m. Fünf Kopfgleise mit den Nummern 11 bis 15 umfasst das sogenannte Betriebsfeld mit einer Kopf- und Seitenladerampe am Gleis 15. Der Ablaufberg 1 im Osten und 2 im Westen sowie die Fährbootrampe entsprechen UIC-Vorschriften. Auf dem Auflaufprüfstand kann der den Ablaufberg herunterrollende Wagen mit einer Geschwindigkeit zwischen 3 und 15 km/h auf einen stehenden Wagen gefahren werden. Dies simuliert den Auflaufvorgang eines Güterwagens.

## Prüfmöglichkeiten

### Prüfvorrichtungen zur Zeit des EMK
Kupplungsvorrichtungen konnten am Pendelmassenprüfstand getestet werden. Hierzu wurden die Kupplungen an jeweils an einer Pendelmasse mit maximal 28 t Masse befestigt, die die Wagenmasse repräsentieren und anschließend ausgelenkt. Nachdem die Pendelmassen mit den Kupplungen in der oberen Stellung gelöst wurden, stießen sie im unteren Kuppelpunkt mit max. 22,56 km/h zusammen. Hiermit konnte die Dauerstoß- und Verschleißfestigkeit geprüft werden. Auf dem geometrischen Prüfstand konnte das Greif- und Kupplungsverhalten überprüft werden. Hierzu konnte der vertikale Versatzwinkel 3,5°, der horizontale Versatzwinkel 20°, der Höhenversatz 240 mm und der Seitenversatz 450 mm betragen.
Weiterhin gab es einen Zug-Druck-Rahmen, Ju in den Kupplungsvorrichtungen eingespannt werden konnten und mit 2500 kN Druck- bzw. 2000 kN Zugkraft belastet werden konnten. Die Kraftaufbringung erfolgte hydraulisch. Um verschiedene klimatische Bedingungen zu simulieren, existierten zwei Klimakammern. In der großen Klimakammer mit 41 m³ Nutzraumvolumen konnten Temperaturen zwischen −40 °C bis +50 °C und in der kleinen Kammer mit 2 m³ Nutzraumvolumen ein Temperaturbereich von −80 °C bis +120 °C simuliert werden.
Im Strömungsprüfstand wurden an Leitungskupplungen, Absperrhähnen und Schlauchverbindungen mittels Vergleichsuntersuchungen der Einfluss der Kupplung auf die Durchschlagsgeschwindigkeit der Druckwelle im Zug gemessen und beurteilt. Dafür stand ein Reserveluftvolumen von 1200 m³ mit einem Druck von bis zu 784,5 kPa (8 at) zur Verfügung.

### Heutige Prüfmöglichkeiten
Im Jahr 1991 erhielt die Versuchsanlage die Zulassung als Testzentrum des Eisenbahnbundesamtes. Es können statische und dynamische Lastfälle nach EN 12663 simuliert werden. Gemäß Crashnorm EN 15227 können komplette Fahrzeugfronten im sogenannten Kollisionsszenario 1 (DIN EN 15227:2011-01; Kollisionsszenario 1: „Frontalzusammenstoß von zwei identischen Zugeinheiten“) überprüft und Komponentenprüfungen an Kopframpe durchgeführt werden. Dies umfasst z. B. die Überprüfung der geforderten Längsdruck- bzw. Zugsteifigkeit des Wagenkastens. Es können auch Prüfungen zur Entgleisungssicherheit im verwundenen Messgleisbogen nach EN 14363, in der Bogenkreuzung nach UIC 530-2 und im Nachschiebeversuch nach UIC 510-2 durchgeführt werden. Weiterhin sind Fahrzeugparameter wie z. B. der Wankpol, der Neigungskoeffizient und die Torsionshärte ermittelbar. Schließlich können auch die traditionellen Fahrzeugkomponenten des EMK noch in der Versuchsanlage getestet werden: Puffer, Kupplungen und Zugeinrichtungen.